# Rafał Kwieciński
Rafał Kwieciński (ur. 18 czerwca 1975 w Krakowie) – polski piłkarz, pomocnik.

## Kariera
W Polsce występował m.in. w Proszowiance Proszowice, Hutniku Kraków, Dalinie Myślenice, Wawelu Kraków, Ruchu Chorzów, Górniku Wieliczka. Występował także w USA w drużynie AAC Eagles Chicago w 2002 roku i w EB/Streymur z Wysp Owczych.